# Johan Hansen (1861-1943)
 Der er flere personer med dette navn, se Johan Hansen.
Generalkonsul Johan Frederik Christian Hansen (født 14. november 1861 i København, død 27. juni 1943 sammesteds) var en dansk skibsreder, politiker og minister.
Hansen var handelsmand og tredje generation i rederiet C.K. Hansen. Hans farfar, Christian Kjellerup Hansen, var oprindeligt bonde, men havde grundlagt handelsfirmaet C.K. Hansen. Under Johan Hansens far, der også hed Johan, etablerede firmaet et rederi, og i 1897 var Johan indtrådt som kompagnon.
Han blev den første danske handelsminister, da han indtrådte i Ministeriet Neergaard I 1908-1909. Siden var han handelsminister i Ministeriet Holstein-Ledreborg 1909. Han opnåede ikke valg til Folketinget i 1909 og forlod politik. Inden da var han i årene 1903-08 medlem af Borgerrepræsentationen.
Han blev en stor kunstsamler og bidrog i 1922 til oprettelsen af Teatermuseet. Han boede om vinteren i en nu nedrevet villa tegnet af Martin Nyrop på Kastelsvej 16 i København. I 1920 lod han Einar Madvig bygge en museumsbygning, der stadig findes, og som efter en periode, hvor Statens Museum for Kunst brugte den som magasin, rummede Museumsbygningen Kunstauktioner, som efter salg til Lauritz Kunsthal Aps lukkede i 2001. Fortegnelse over Generalkonsul Johan Hansens Samling af dansk Kunst udkom i København i 1917, 1921 (med to tillæg), 1927 (fortegnelsen fra 1927 rummer 1887 værker) og 1931. Fra 1932-34 blev samlingen solgt over 13 auktioner.
Som "sommerhus" havde han den kolossale villa Bondicar, som han lod Frederik L. Levy opføre i Skodsborg 1899.
Johan Hansen var tillige generalkonsul for Østrig-Ungarn i årene 1910-1915. Han blev Kommandør af 2. grad af Dannebrog 1912, Dannebrogsmand 1926 og Kommandør af 1. grad 1931. Han modtog Fortjenstmedaljen i guld 1924
Han sad også i direktionen for Bombebøssen og for Handels- og Kontoristforeningen; i bestyrelserne for Kjøbenhavns Handelsbank, Dansk Eksportforening, Dansk Selskab for International Søret, Burmeister & Wains Skibsværft og Dansk Koncertforening. Medlem af Overskatterådet; medlem af Grosserersocietetets komité. Han var også medlem af bestyrelserne for Musikhistorisk Museum, Det almindelige Handelskompagni, Nordisk Skibsrederforening, Danske Lloyd, Nordisk Gjenforsikrings Selskab, A/S Københavns Bunkerkul Depot, Revisions- og Forvaltningsinstituttet, Foreningen Dansk Samvirke. Han var formand for Fanø Vesterhavsbad og Danske Rederes Retsværn, medlem af Københavns Havnebestyrelse, af bestyrelsen for Dansk-Hollandsk Forening, Musikforeningen, Dansk Koncertforening, Skuespillerforeningen l'Association Franco-Scandinave, formand for Selskabet for Dansk Teaterhistorie, for Kunstforeningen og for Dansk Kunstmuseums Forening. Tilige formand for Det Kongelige Teaters Venner 1920, 1. vicepræsident i Det Kongelige Danske Geografiske Selskab 1922, bestyrelsesmedlem i Ensomme Gamles Værn, for Handels- og Søfartsmuseet på Kronborg og Foreningen til Hovedstadens Forskønnelse.
Der findes buster af Rudolph Tegner fra 1921 og Carl Locher fra 1929. Tegninger af Gerda Ploug Sarp og Herluf Jensenius. Træsnit af Th. A. 1903.
Han var gift første gang med Wilhelmina Hall (England) med hvem han fik tre børn: Willie C. K. Hansen, Norman Hall Hansen og Nellie Hansen. Sønnerne indtrådte begge i familiefirmaet.
Den 11. maj 1906 blev han viet i London med Margrethe f. Døcker, f. 8. juni i København, datter af bankdirektør G.J. Døcker.
Den 22. maj 1907 fødte hans hustru deres søn, Johan Døcker Hansen, i Skodsborg. Ifølge Bovrup-kartoteket meldte denne søn sig i december 1933 sig ind i DNSAP som Oberstfeltmester boende i Rungsted.
Den 10. august 1916 fødte hans hustru deres søn, Christian Eigaard Hansen, i Skodsborg.
Han er begravet på Vestre Kirkegård.